# Sztepka

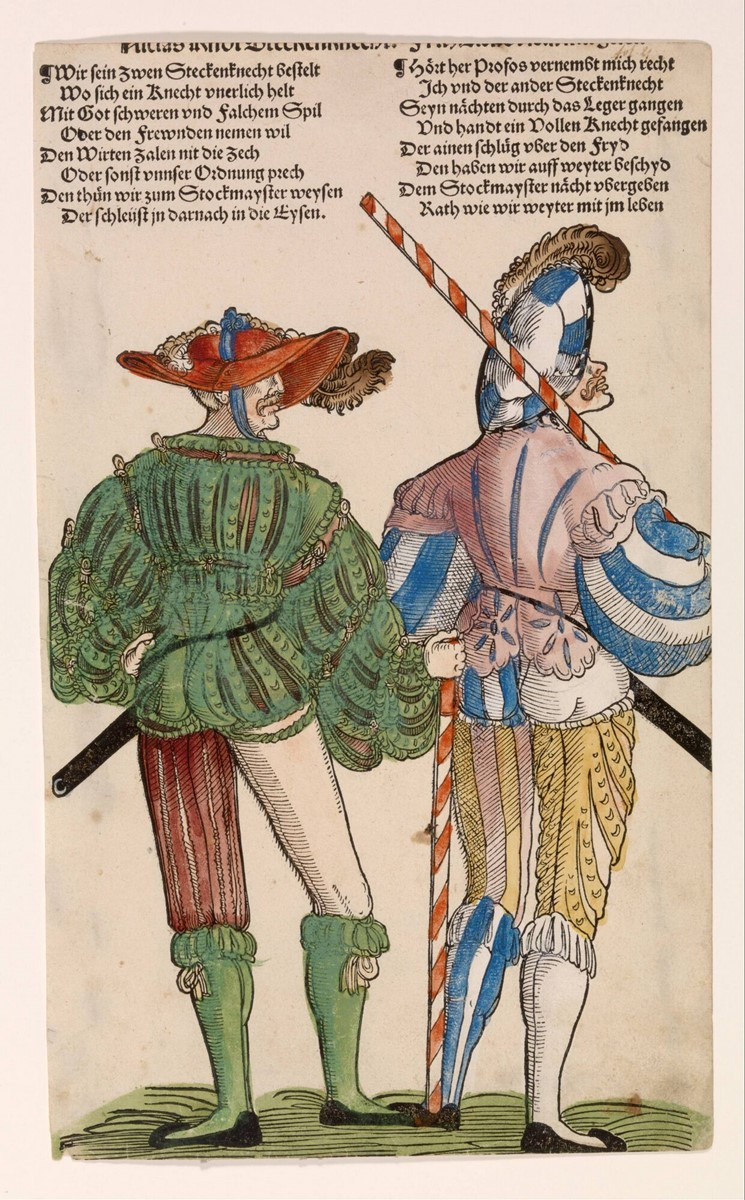
Steckenknecht i Profos

Sztepka – funkcja w armii Rzeczypospolitej Obojga Narodów, pomocnik profosa. Odpowiedzialny za wykonywanie kar i egzekwowanie prawa wobec żołnierzy autoramentu cudzoziemskiego. Uzbrojony w charakterystyczny kij, który służył mu do wykonywania kar cielesnych. Jego odpowiednikiem w armii niemieckiej był Steckenknecht.
Sztepka nie wykonywał wyroków śmierci. Do jego zadań należało między innymi wykonywanie kar cielesnych oraz kar na honorze żołnierzy np. złamanie szpady, stworzenie tabliczki opisującej przewinienie skazanego żołnierza, rozprowadzanie informacji o przewinieniu żołnierza wśród członków regimentu.
Nazwa tej funkcji wzięła się najprawdopodobniej od podobnie brzmiącego niemieckiego słowa Stäbke, które oznacza kij.